# 크로스 레이트
크로스 레이트(cross rate)는 1국이 2국과의 환 시세를 산출할 경우 다른 3국과 1국 및 2국의 환 시세에서 간접적으로 재정하여 산출하는 것을 말한다.